# Boletoscapter furcatus
Boletoscapter furcatus är en skalbaggsart som beskrevs av Matthews 1974. Boletoscapter furcatus ingår i släktet Boletoscapter och familjen bladhorningar. Inga underarter finns listade.